# 永安郡 (北周)
永安郡，中国南北朝时设置的郡。
南齐置永安郡，下辖东安乐、新安、西安乐、劳泉四县。之后废除。北周明帝二年（558年）置永安郡，治所在民复县（今重庆奉节县东白帝城）。隋文帝开皇三年（583年）废永安郡，民复县直属信州。